# Hylaeus quadratus
Hylaeus quadratus är en biart som först beskrevs av Smith 1853.  Hylaeus quadratus ingår i släktet citronbin, och familjen korttungebin. Inga underarter finns listade i Catalogue of Life.

## Bildgalleri

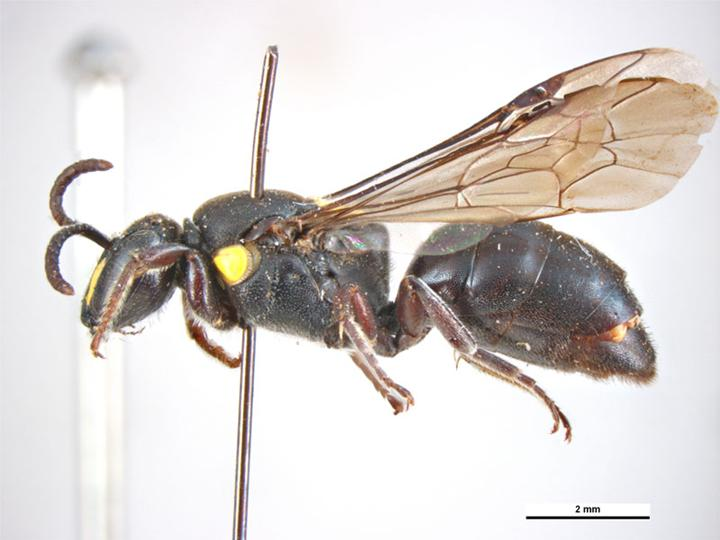
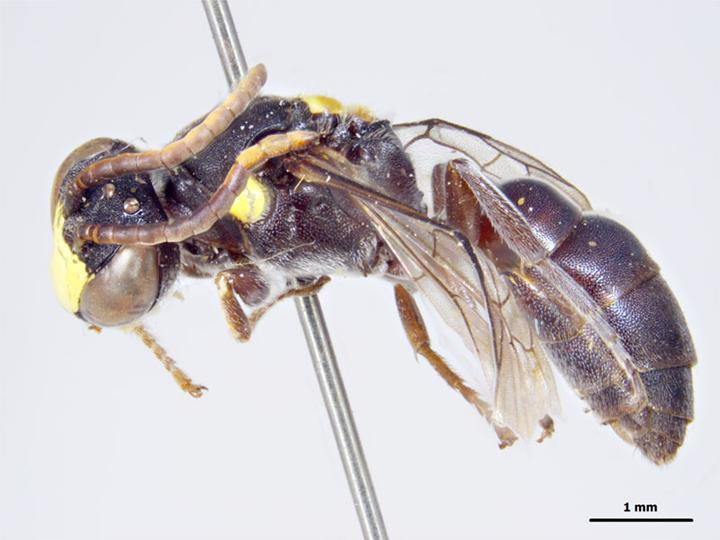